# Nemastylis geminiflora
Nemastylis geminiflora är en irisväxtart som beskrevs av Thomas Nuttall. Nemastylis geminiflora ingår i släktet Nemastylis och familjen irisväxter. Inga underarter finns listade i Catalogue of Life.

## Bildgalleri

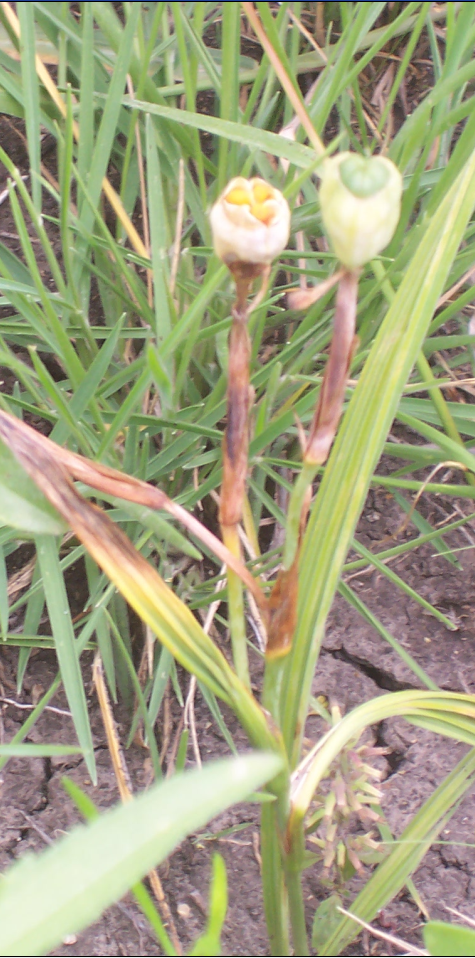